# Stallhof (Hohenfels)
Stallhof ist ein Gemeindeteil des Marktes Hohenfels im Landkreis Neumarkt in der Oberpfalz in Bayern.

## Geographische Lage
Stallhof liegt im Oberpfälzer Jura der Fränkischen Alb ca. 444 m ü. NHN und ca. 500 m westlich des Kernbereichs von Hohenfels. Die Einöde ist über eine in Hohenfels vom Kapellenweg abzweigende Straße zu erreichen. Sie führt weiter zum Hohenfelser Gemeindeteil Haarziegelhütte.

## Geschichte
Der Ort wurde als „Stalhoven“ erstmals 1290 genannt, als die Witwe Kunigunde des Konrad IV. von Hohenfels u. a. den Zehent der Einöde zur Nutznießung bis zu ihrem Lebensende erhielt. Im Salbuch der Herrschaft Hohenfels von 1400/10 und in weiteren Urbaren dieser Herrschaft ist „Stollhofen“ als Einzelhof verzeichnet. Im Kartenwerk von Christoph Vogel von 1600 erscheint die Einöde als „Sterlhof“. Gegen Ende des Alten Reiches, um 1800, bestand die Einöde aus einem Dreiviertelhof des Untertanen Wittl.
Im Königreich Bayern wurden ab 1810 Steuerdistrikte gebildet; Stallhof gehörte als einer von acht Orten zum Steuerdistrikt Hohenfels. Mit dem zweiten bayerischen Gemeindeedikt von 1818 wurde die Ruralgemeinde Großbissendorf aus zehn Orten gebildet, darunter die Einöde Stallhof. Diese Gemeinde wurde zum 1. Mai 1978 in den Markt Hohenfels eingemeindet.

### Einwohner- und Gebäudezahl
- 1838: 9 Einwohner, 1 Haus in „Stahlhof“[7]
- 1861: 11 Einwohner, 3 Gebäude[8]
- 1871: 11 Einwohner, 3 Gebäude; Großviehbestand 1873: 12 Stück Rindvieh[9]
- 1900: 14 Einwohner, 2 Wohngebäude[10]
- 1925: 8 Einwohner, 1 Wohngebäude[11]
- 1950: 11 Einwohner, 2 Wohngebäude[12]
- 1987: 8 Einwohner, 1 Wohngebäude, 1 Wohnung[13]

Auch heute ist Stallhof ein alleinstehendes landwirtschaftliches Anwesen.

### Kirchliche Verhältnisse
Stallhof gehörte seit jeher (so 1600) zur katholischen Pfarrei St. Ulrich in Hohenfels im Bistum Regensburg. Dorthin gingen die Kinder auch zur Schule.